# Sporcle
A Sporcle egy trivia- és pub-kvíz- webhely, amelyet a trivia-rajongó Matt Ramme hozott létre.  Az eredetileg 2007. április 23-án indult weboldal lehetővé teszi a felhasználók számára, hogy számos témában játsszanak és  készítsenek kvízeket, valamint különböző kihívások teljesítésével jelvényeket is szerezzenek.
A Sporcle több mint egymillió felhasználók által létrehozott kvízzel bír, melyeket több mint 6 milliárdszor játszottak. 2018-ban az oldal kibővítette kínálatát hetente rendezett élő pub-kvízekkel.
A cég székhelye Seattle-ben és a detroiti nagyvárosi területen található. 

## Sporcle.com

### Játékmenet
Egyes Sporcle-játékok megkövetelik a felhasználótól, hogy egy adott témán belül minden elemet megnevezzen – például az Egyesült Államok elnökeit, a legjobb filmnek járó Oscar-díj nyerteseit, vagy azokat az országokat, amelyek nevei érvényes szavak a Scrabble szerint. A kvízek lehetnek kattinthatóak, tartalmazhatnak képeket és diavetítéseket, lehetnek keresztrejtvény formátumban, vagy használhatnak térképet.  
A játékosok játszhatnak kvízeket egyedül, időzítővel vagy anélkül, kihívhatnak más felhasználókat pontszámaikkal, vagy versenyezhetnek más felhasználókkal élő leszámolásokban. A kvízek kilenc játéktípusban érkezhetnek: Klasszikus (Classic), Kattintható (Clickable), Rács (Grid), Térkép (Map), Választós (Multiple Choice), Felsorolás (Order Up), Képdoboz (Picture Box), Képkattintás (Picture Click) és Diavetítés (Slideshow), amelyek mindegyike többféleképpen játszható, beleértve a Hirtelen Halál, a Szigorú Sorrend módokat, vagy a válaszok tetszőleges sorrendben történő megadását. A kvíz készítői választhatják ki, hogy a felhasználók milyen típusú kvízt játszhatnak és milyen formában.

### Kategóriák
A Sporcle kvízei 15 kategóriába sorolhatók: Szórakoztatás, Játék, Földrajz, Történelem, Ünnepek, Szórakozás, Nyelvek, Irodalom, Egyéb, Filmek, Zene, Vallás, Tudomány, Sport és Sorozatok. Minden kategóriának számos alkategóriája is van. A kategóriák közül a földrajz és a sport a legnépszerűbb. (Megjegyzés: a Szórakoztatás (Entertainment) kategória olyan témákat foglal magában, mint a musicalek, képregények, rajzfilmek, stb., míg a Szórakozás (Just For Fun, röviden JFF) főként vagy egyszerűbb, tudást nem feltétlenül igénylő kvízeket, vagy logikai rejtvényeket tartalmaz.)

### Népszerűség
2025 februárjában az oldalon több mint 1.900.000 kvíz található (mind kiadott, mind közzétett), melyeket 6 milliárdszor játszottak összesen. A weboldal 2011. április 23.-án érte el az 500 millió, 2013. április 12.-én az egymilliárd, 2016. október 15.-én a kétmilliárd, 2019. április 2.-án a hárommilliárd, 2021. április 29.-én a négymilliárd és 2023. május 3.-án az ötmilliárd játszott kvízt.2025. február 16.-án ez a szám meglépte a hatmilliárdot.
A mai napig a Sporcle legnépszerűbb kvíze a „Find the US States – No Outlines Minefield” (Találd meg az USA államait - Határok nélkül, Hirtelen Halál), amelyet mhershfield felhasználó készített, és amelyet több mint 70 millió alkalommal játszottak. 

### Célközönség
Annak ellenére, hogy Ramme azt várta,  a Sporcle főként az idősebb korosztály számára lesz vonzó, a diákok is használják a webhelyet.   2010 októbere és 2017. között a Sporcle egy „Főiskolai rangsor” versenyt hirdetett az oldal kezdőlapján, amely számos egyetemről követte az oldalra regisztrált hallgatókat, és rangsorolta a 100 legjobb iskolát a heti Sporcle-használat alapján. Ez a funkció mára megszűnt. A Sporcle vetélkedők a Mental Floss-on,  ESPN-en, különböző SB Nation blogokon,  és több száz egyéb oldalon vannak beágyazva, és több ezer különböző felhasználó játssza le őket.    

### Tagság
A weboldalon való regisztráció opcionális és ingyenes, de csak a tagok készíthetnek kvízeket, követhetik nyomon játékstatisztikáikat, szerezhetnek jelvényeket, valamint véleményezhetnek és értékelhetnek kvízeket.
2016. október 13-án a Sporcle bejelentette az opcionális "Sporcle Orange" előfizetést, amelyben a felhasználók havi díjat fizethetnek a további funkciókért és a hirdetések eltávolításáért.  A Sporcle alelnöke, Derek Pharr a fórumhoz fűzött megjegyzésében azt mondta, hogy "a jelenleg kínált összes szolgáltatás ingyenes marad." 

### Jelvények
2012 augusztusában megjelentek a jelvények, amelyek megkövetelik a felhasználóktól, hogy teljesítsenek bizonyos célokat, például meghatározott dátumokon hajtsanak végre feladatokat, vagy meghatározott kvízeket játszanak le a követelmény teljesítéséhez. A Sporcle továbbra is minden kedden új jelvényt ad hozzá, a „Time Bandit”-tól a „Shiver Me Timbers!”-ig terjedő példákkal.
Ma már a Sporcle több mint 1400 jelvényt kínál, amelyeket több mint 57 millió alkalommal gyűjtöttek össze.

### Többjátékos mód
A Sporcle háromféle többjátékos tevékenységgel rendelkezik: Leszámolások,  Élő Ötös,  és Trivia Bingó.  A leszámolások során a felhasználók fej-fej mellett haladnak a többi Sporcle-felhasználóval, hogy minél több kérdésre válaszoljanak a kvíz során, mielőtt a másik felhasználó válaszolhatna ugyanazokra a kérdésekre. A Live 5-ön a felhasználók öt kérdést kapnak, és minden kérdésnél négy lehetőség közül választhatnak. A Trivia Bingóban a felhasználók úgy próbálják megszerezni a Bingót, hogy a táblán az adott kérdésre adott választ tartalmazó négyzetre kattintanak, miközben versenyeznek más felhasználókkal.

### Kvízkészítés

#### Kvízek készítése
A felhasználók minden kategóriában és típusban hozhatnak létre kvízeket. A nyilvános vetélkedőket bármely felhasználó láthatja és lejátszhatja. Sokukat a Sporcle munkatársai értékelik, és ha méltónak tartják, megjelentetik a főoldalon. A felhasználók havonta legfeljebb 50 kvízt tehetnek közzé, bár továbbra is készíthetnek újakat piszkozatként vagy privátként. A privát kvízek nyilvánosan is játszhatók, de csak a készítő által megosztott linken keresztül.

#### Kvíz publikálás rendszere
Minden nap legalább egy tucat új kvíz jelenik meg a Sporcle főoldalán.  Ez számos kvízt foglal magában különböző kategóriákból és típusokból, a négy különböző témájú „Napi adag” kvíz mellett, amelyek mindig a Szólétra, a Hiányzó szó, a Gyors választás és a "Találd el a képet" formátumban jelennek meg. 2024 augusztusára további négy „Napi adag” kvíz került be a választékba, és általában a másik négy típust váltja fel, kivéve a Szólétrát; ezek a Rövid sorrend, a Mini keresztrejtvény, a Szóvadászat és a Vegyes szó. Ezek a kvízek hasonló formátumot követnek, mint az összes többi vetélkedő a kategóriájukban, és gyakran szójátékkal járnak. Minden közzétett vetélkedő a címlapon egyéni felirattal (gyakran valamilyen szójátékkal) van ellátva. Az összes kiadott kvízt a Sporcle adminisztrációs csapata választja ki.

#### Kiemelések
A Sporcle-nek szerkesztői és kurátorai is vannak. Ezek a felhasználók képesek „kiemelni” a felhasználók által készített kvízeket, amelyeket érdemesnek tartanak arra, hogy megjelenjenek a megfelelő kategória és alkategória oldalain. Minden kategóriának megvan a maga szerkesztője, valamint minden alkategóriának a maga kurátora.

## Események
A Sporcle élő pub-kvízeknek és játékesteknek ad otthont az Egyesült Államok 33 államában. 

### Történelem
2009-ben Mark Adams (a Sporcle üzletfejlesztésért és szórakoztatásért felelős alelnöke) megalapította a Motor City Triviát. Az üzlet kibővült az ohiói Toledo területére Glass City Trivia néven. Végül mindkettő beolvadt a Great Lakes Triviába 2011-ben. 
2012-ben a Great Lakes Trivia beleegyezett, hogy a Sporcle család részévé váljon, az első bemutatókra Sporcle Live néven 2013. január 2-án kerül sor.
2020 januárjában a Sporcle megvásárolta a Stump! Triviát és a kapcsolódó eszközöket az NTN Buzztime-tól. 
2020 márciusától kezdődően, amikor a COVID-19 előírta a bárok és éttermek bezárását országszerte, a Sporcle Events különféle formátumú online triviákat tartott. A cég hetente több száz virtuális triviaestet tart meg a Zoomon, és a résztvevők eszközönként 5 dollárt fizetnek, hogy csatlakozzanak a játékhoz.  A cég a Sporcle Live! On Air keretein belül hetente néhányszor élőben közvetít a YouTube-on, melyhez bárki ingyenesen csatlakozhat.  Ez idő alatt a Sporcle kibővítette élő kínálatát a zártkörű rendezvények szolgáltatásaival is. Szervezetek és magánszemélyek ezt a szórakoztató szolgáltatást különféle kontextusokban használják, mint például a szakmai fejlődés, a csapatépítés vagy a parti szórakoztatás.

### Kategóriák
A heti általános műveltségi triviákon kívül  a Sporcle Live tematikus triviaesteket is tart a konkrét témák iránt érdeklődő játékosok számára  , valamint olyan rendezvényekkel együttműködve, mint a Motor City Comic Con. 
A Sporcle Live privát eseményeknek is otthont ad , és évente megrendezi a TriviaCon néven ismert triviakonvenciót. A COVID-19 világjárvány miatt a TriviaCon-t kezdetben elhalasztották, majd 2020. április 23-án törölték.  2021 szeptemberében bejelentették, hogy a SporcleCon 2022. szeptember 23. és 2022. szeptember 25. között kerül megrendezésre Washington DC-ben  A SporcleCon 2023 Washington DC-ben került megrendezésre 2023. szeptember 8. és 2023. szeptember 10. között. A 2024-es rendezvényt 2024. augusztus 16. és 18. között Detroitban rendezték meg, a 2025. évi SporcleCon pedig a tervek szerint 2025. augusztus 15. és 17. között lesz Chicagóban. 

### The Globe
A Sporcle 2022 áprilisában elindított egy új ligajáték-programot, a The Globe-ot. Azok a csapatok, amelyek regisztráltak erre az ingyenes szolgáltatásra, Útlevélbélyegzőket szerezhetnek (hasonlóan a Sporcle.com jelvényeihez), helyi és országos versenyeken játszhatnak, valamint további kedvezményekhez és előnyökhöz juthatnak.

## Haymaker Public House
A Sporcle egy sportbárt nyitott a Michigan állambeli Ann Arborban, Haymaker Public House néven.  

## Mobilalkalmazások
2010-ben a Sporcle kiadott egy iPhone és Android alkalmazást 250 játékkal, bár azóta kibővítették, hogy bármilyen kompatibilis kvíz megjelenhessen benne.   A Sporcle rendelkezik Alexa alkalmazással is. 
A Sporcle Live egy mobilalkalmazással rendelkezik, amely segít az élő trivia játékosoknak megtalálni a közeli triviaesteket, válaszolni az eseményekre, és hozzáférni a vizuális fordulókhoz.
2020 áprilisában a Sporcle bemutatta a „Sporcle Party” nevű mobilalkalmazást a csoportos triviajátékokhoz. Az alkalmazás különböző kategóriájú triviát tartalmaz, minden felhasználó számára elérhető módon: Odds and Ends, Movie Maniac, Fun for All, Sporty Sports, Geography Buff. Számos más kategória is megvásárolható az alkalmazáson keresztül. 
2020 decemberében a Sporcle elindította a „Word Ladder” mobilalkalmazást.
2023 márciusában a Sporcle elindított egy új, azonos nevű mobilalkalmazást, amely kompatibilis a webhely összes kvíztartalmával.